# Sangone
Il Sangone (Sangon in piemontese) è un torrente del Piemonte lungo 47 km, affluente di sinistra del Po. Il perimetro del suo bacino è di 108 km. Bagna la Val Sangone, che si trova tra la Val di Susa (a nord, dove scorre la Dora Riparia) e la Val Chisone (a sud, dove scorre il torrente Chisone).

## Paleogeografia
Il Sangone aveva in passato un corso piuttosto diverso da quello attuale. Dalle ricerche effettuate a partire dalla fine dell'Ottocento risulta infatti che il torrente, durante l'era glaciale, percorresse la conca attualmente occupata dei laghi di Avigliana e andasse poi a confluire nella Dora Riparia. In seguito deviò verso sud passando per Trana e Grugliasco. L'attuale collocazione della confluenza nel Po ha potuto essere raggiunta dal Sangone solo a seguito dell'incisione dei depositi sedimentari collegati all'anfiteatro morenico di Rivoli-Avigliana.

## Corso

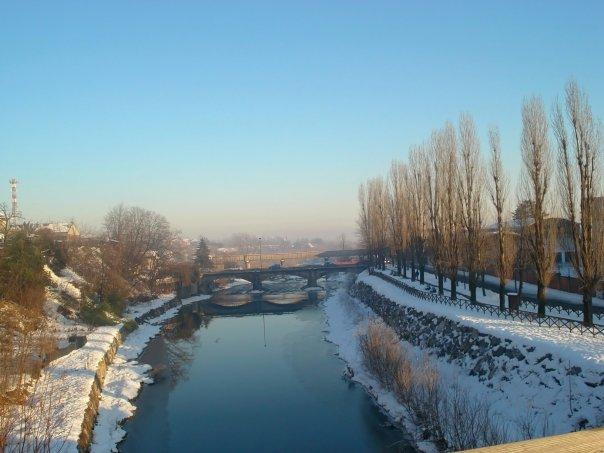
Il Sangone a Beinasco

Nasce nella zona più esterna delle Alpi Cozie: la sorgente è la Fontana Mura, nei pressi del colle Roussa a quasi 2.000 m. d'altitudine; dopo aver segnato il confine tra i comuni di Coazze e di Giaveno, passa nei pressi di Trana ed esce poi nella piana torinese. Il suo percorso è per circa 21 km in territorio montuoso e per la parte restante in pianura.
Dopo aver lambito i centri di Rivalta di Torino, Orbassano, Beinasco e Nichelino (nel cui territorio, altezza Parco Miraflores, alla fine dell'Ottocento il corso del torrente fu modificato, anche a seguito di interventi artificiali) confluisce nel Po in prossimità del confine tra Torino e Moncalieri attorno a quota 220 m s.l.m.
Il tratto tra Giaveno e Trana è ricco di specie ittiche rare come il temolo e di crostacei come il gambero di fiume.
Da Sangano in poi, a causa dei frequenti prelievi idrici di prese irrigue, il corso del torrente si riduce a un greto quasi asciutto per gran parte dell'anno.

### Territori comunali interessati

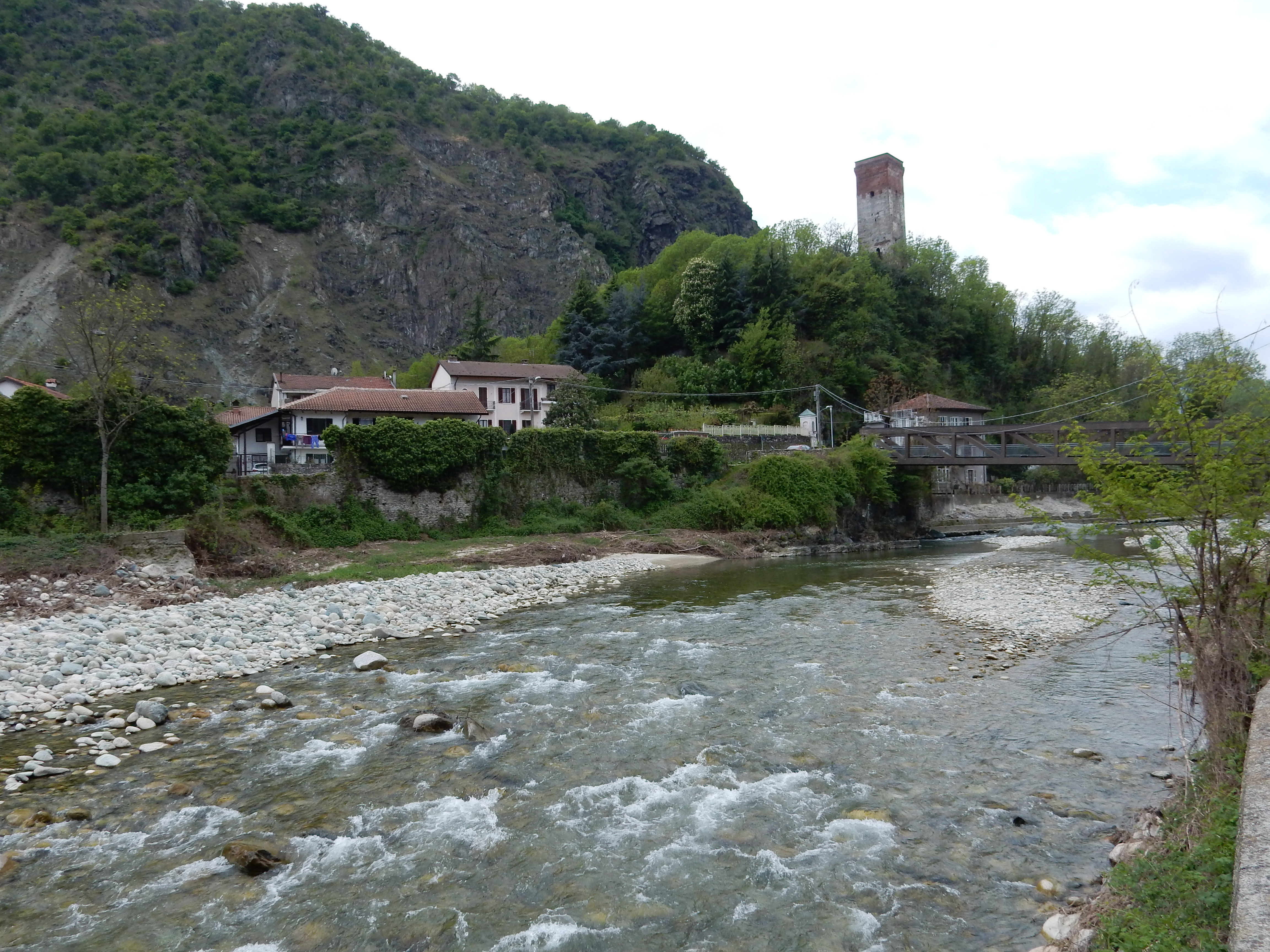
Il Sangone a Trana

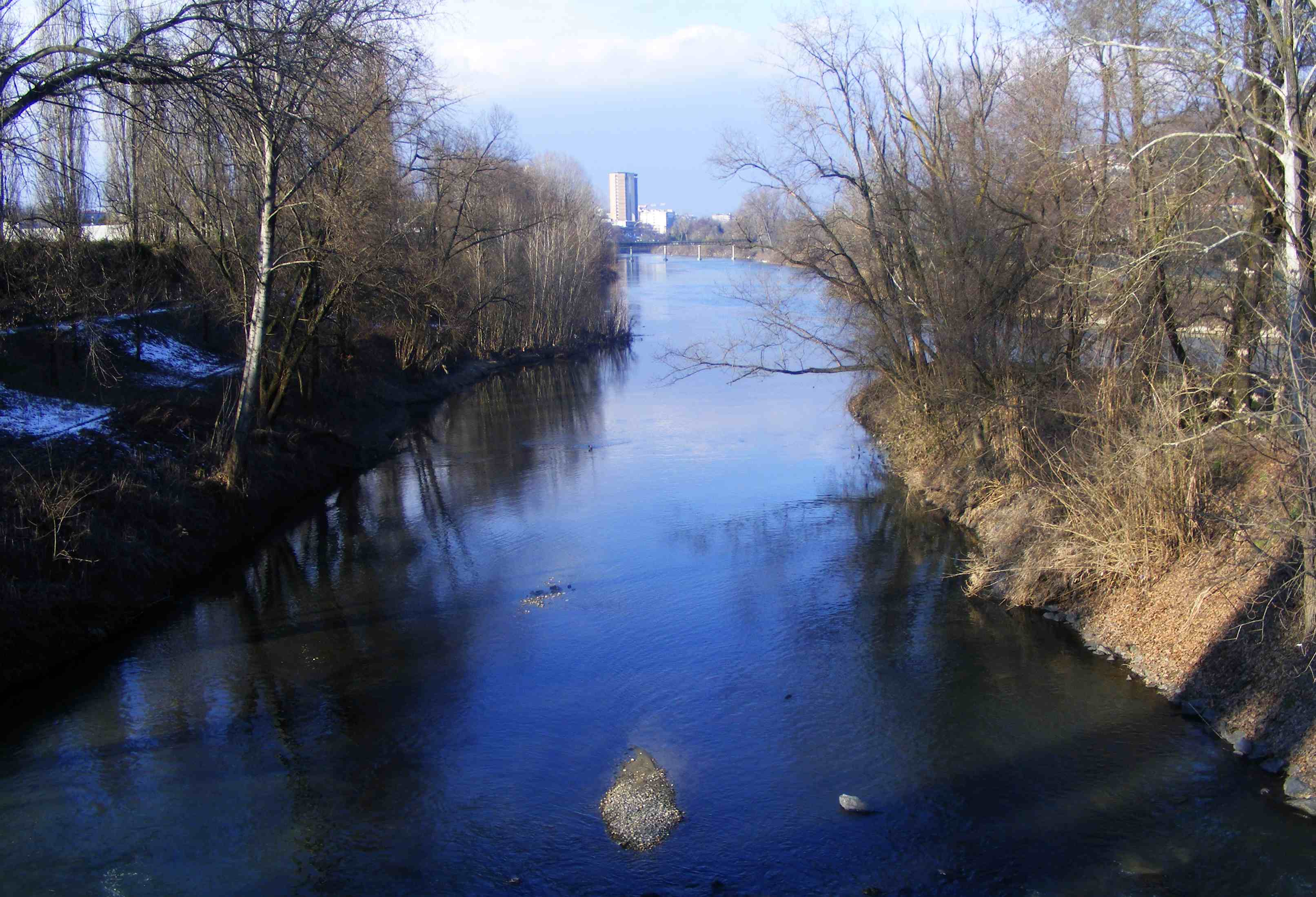
La confluenza nel Po (sullo sfondo il grattacielo del CTO)

Il Sangone attraversa i territori dei comuni di:
- Coazze
- Giaveno
- Trana
- Sangano
- Bruino
- Rivalta
- Orbassano
- Beinasco
- Torino
- Nichelino
- Moncalieri

## Affluenti principali
I principali affluenti del Sangone sono:
- in sinistra idrografica
  - Rio Ricciavrè: raccoglie le acque dell'omonimo vallone, che culmina con i 2.619 m della Monte Pian Real, e raggiunge il Sangone nei pressi di Forno di Coazze attorno ai 950 metri di quota;
  - Torrente Sangonetto: nasce dalla confluenza di alcuni rami sorgentizi nella parte montana del comune di Coazze e confluisce nel Sangone a quota 699 presso la borgata Sangonetto;
  - Rio Ollasio: raccoglie le acque dell'area di basse montagne a nord di Coazze; attraversa quindi il centro storico di Giaveno, dove riceve da sinistra le acque del Rio Tortorello, e va poi a confluire nel Sangone in comune di Trana attorno ai 400 m di quota e poco ad ovest della frazione Biellese.
- in destra idrografica
  - Rio Tronera: nasce sulle pendici orientali della Punta dell'Aquila e dirigendosi verso nord-est raccoglie in destra idrografica le acque dell'area di bassa montagna tra le frazioni Ughettera e Fusero. Si getta infine nel Sangone a Pontepietra (580 m);
  - Rio Romarolo: dalla sorgente nei pressi del Monte Cristetto (1.611 m) scende in direzione nord-est bagnano un lungo vallone e confluendo nel Sangone nei pressi di Mollar dei Franchi (Giaveno) a quota 490 circa[5].

Oltre a questi affluenti il Sangone riceve nel proprio tratto montano il contributo di numerosi corsi d'acqua minori tra i quali si possono ricordare i rii Costabruna, Arpone, Casasse, Tovalera, Malesella e Balma.

## Portate medie mensili
In tempi più recenti, il torrente è tuttavia afflitto da frequenti periodi di secca estivi, intervallati da esondazioni in altri mesi dell'anno.

## Storia
All'inizio del Novecento sorsero modesti stabilimenti balneari nella zona tra Mirafiori e Nichelino: ancora nel secondo dopoguerra e fino agli anni sessanta, prima della più intensa urbanizzazione, le spiagge del Sangone a Mirafiori erano meta di gite fuori porta dei torinesi più poveri, che non potevano permettersi le vacanze al mare: questa abitudine è raccontata dal cantautore Gipo Farassino nella canzone Sangon Blues. Anche Cesare Pavese parlò del Sangone (Tradimento, 1931).
Successivamente gli scarichi civili industriali ne hanno fortemente inquinato le acque, tanto che sono state vietate prima la balneazione e successivamente, nel 1996, anche la pesca in tutto il tratto di pianura.
A partire dalla fine degli anni novanta gli enti locali, in collaborazione con l'ARPA Piemonte, hanno avviato una serie di progetti di valutazione delle condizioni ambientali e di risanamento. La posizione di tutte le fonti di inquinamento (scarichi, derivazioni) è stata definita con l'uso di sistemi di rilevazione satellitare. È stato costituito il parco fluviale del Sangone (comprendente i comuni di Bruino, Orbassano, Rivalta, Beinasco, Nichelino e Torino), mentre sono previsti l'accorpamento dei due parchi confinanti Colonnetti (comune di Torino) e Piemonte (comune di Nichelino) e la realizzazione di ulteriori interventi di bonifica.

## Monumenti e luoghi d'interesse
Sulle rive del Sangone sorge il mausoleo della Bela Rosin, fatto costruire nel 1888 come tomba di Rosa Vercellana, moglie morganatica del re d'Italia Vittorio Emanuele II, e finito di restaurare nel 2005.
Non lontano, a 2 km ovest verso Beinasco, sorge il medievale castello del Drosso, con loggiato che dà sulla vallata del fiume, e parco cintato, affiancato da due cascine in corso di ristrutturazione.
Nella zona della confluenza nel Po è stata istituita l'area attrezzata delle Vallere, a sua volta inclusa nel parco del Po Torinese. Molto più a monte, in frazione Forno di Coazze, è ubicato il santuario grotta della Madonna di Lourdes caratterizzato dalla ricostruzione stilizzata della grotta della località francese, del villaggio di Nazareth, da "Vie Crucis" e sentieri sacri lungo entrambe le sponde del Sangonetto, collegate tra loro da un ponte carrabile in metallo e assi di legno. L'insieme è suggestivo e da detto ponte si possono osservare i massi, cascatelle e pozze di acqua limpida di questo ramo del Sangone.

## Nella musica
Al Sangone è dedicato un brano in piemontese del cantautore torinese Gipo Farassino, Sangon Blues, incluso nell'album Mè cit Turin.. (1963).